# Dario hysginon
Dario hysginon — тропічний прісноводний вид окуневидних риб з родини бадієвих (Badidae).
Видова назва hysginon походить від давньогрецького ὕσγινον, що позначає рослинну фарбу пурпурового кольору. Вона пов'язана із яскравим червоним забарвленням самців.

## Опис
Це один з найменших відомих окунеподібних видів риб. Самці виростають приблизно до 22 мм, а самки — до 17 мм.
Спинний плавець має 14-15 твердих і 5-7 м'яких променів, анальний — 5-8 м'яких променів. Хребців: 24-26. У бічній лінії 22-24 луски.
Самці відрізняються від самок прямою або увігнутою лінією черева, більшими розмірами спинного плавця та сильно подовженими першими променями черевних плавців. Крім того, забарвлення представників чоловічої статі, як правило, є інтенсивнішим. Проте воно залежить від настрою риб, тому статеві відмінності не завжди бувають очевидними.
Забарвлення тіла у самців зазвичай буває оранжевим, однотонним, зі слабким сітчастим малюнком, що утворюється за рахунок більш темної облямівки луски. Приблизно такий самий колір мають і плавці. У передній частині спинного плавця присутня характерна чорна пляма. У чорний колір забарвлена й передня частина черевних плавців.
При збудженні тіло самців стає матово-червоного кольору, а плавці набирають чудового вишневого забарвлення, передній контур черевних плавців стає біло-блакитним. У цей час самці повністю розпускають свої плавці, що ще більше підкреслює їх красу.
Самки також можуть бути майже повністю оранжевими й виглядати як самці у спокійному стані, але вони можуть бути й однотонно сіро-бежовими. Часто у них на тілі можна побачити ще й поперечні смуги.
Серед імпортованих самців іноді трапляються екземпляри з вертикальними смугами на тілі. Цю варіацію називають «чорним тигром» (англ. Black Tiger).
Серед родичів Dario hysginon найбільш близьким видом є Dario dayingensis.

## Розповсюдження
Ендемік М'янми. Dario hysginon був знайдений у декількох районах цієї країни. Типовим його місцезнаходженням вважаються невеличкі струмки в околицях міста М'їчина, адміністративного центру північного штату Качин. Це верхня частина басейну річки Іраваді. Також вид був виявлений в озері Індоджі (англ. Indawgyi Lake), що на заході штату Качин, одному з найбільших внутрішніх озер Південно-Східної Азії. Ще дві популяції Dario hysginon відомі з водойм біля міста Мандалай в центральній М'янмі та поблизу міста Ейнме (англ. Einme) в дельті Іраваді на півдні країни.
Хоча вид і не має великої кількості локацій, він широко розповсюджений в басейні Іраваді, і тому його існуванню в природі не загрожує небезпека.

## Екологічна приуроченість
Dario hysginon водиться у невеличких водоймах, глибиною близько 1 м в сухий сезон, у місцях з повільною течією або стоячою водою, м'яким глинистим дном і густою рослинністю, часто каламутних. Протікають ці річечки серед вторинних лісів і сільськогосподарських угідь. В озері Індоджі Dario hysginon живе в прибережній зоні. Часто в тих самих водоймах живуть також інші представники родини бадієвих: Badis corycaeus і Badis kyar. Проте ці три види займають різні екологічні ніші: Badis kyar тримається посередині водойм, на більш швидкій течії, Badis corycaeus мешкає ближче до берега, де течія є повільнішою, а Dario hysginon живе в стоячій воді біля берегів.

## Утримання в акваріумі
Dario hysginon належить до числа акваріумних риб. Вид продається під різними торговими назвами: Dario sp. ‘Myanmar’ (бірманський, або м'янманський, даріо), Red Melon Dario (даріо «червона диня»), Flame Red Dario (вогняно-червоний даріо) та ін.
Зважаючи на ненадійні критерії візуального визначення статі риб, доцільним буде придбати відразу невелику групу з 6-8 особин. Найкраще тримати таку групу риб в акваріумі місткістю від 50 літрів. Він має бути густо засаджений рослинами. Додатково його декорують камінням і корчами. Самці Dario hysginon поводять себе територіально, і ці габаритні предмети виконуватимуть роль «прикордонних стовпів», а серед густої рослинності самі території будуть меншими. Непогано викласти дно яванським мохом, він буде корисним при розведенні риб.
Dario hysginon рекомендується тримати у відносно м'якій (10-16 °dGH) воді з показником pH від 6,5 до 7,5. Вид витримує доволі значні коливання температури (15-25 °C), може жити в прохолодній воді, зберігаючи при цьому нормальне самопочуття.
У дикій природі ці риби їдять дрібних комах, ракоподібних і зоопланктон. В акваріумі їм пропонують дафнії, циклопи, гриндаль та інші енхитреї, дрібні личинки комарів. Беруть живі та заморожені корми.
Зважаючи на розміри й особливості поведінки цих риб, рекомендується тримати Dario hysginon у видовому акваріумі.

## Розведення
За комфортних умов утримання ці риби дуже легко нерестяться в акваріумі. Можна побачити більше десятка пар, що нерестяться одночасно.
Коли настає період нересту, самці починають утворювати власні території й хизуватися своєю красою перед самками. Їх забарвлення в цей час помітно посилюється. Вони постійно то заходять в гущавину рослин, то виходять з неї, щоб перевірити, чи інший самець не намагається порушити їх територію. Самки намагаються залишатися на відкритому просторі, поза межами території будь-якого самця.
Коли самці будуть готові до нересту, вони виходять зі своїх схованок і запрошують самок на свої території. Самець повільно наближається до самки й дуже м'яко торкає її ротом, тоді обертається і прямує назад на свою територію. Коли самка буде готова відкладати ікру, і самець їй сподобався, вона йде за ним на його територію. Якщо ж риби не зійдуться, самець повторює ритуал вже з іншою самкою.
Нерест відбувається в гущавині рослин. При цьому самець обгортається своїм тілом навколо самки й ніби видушує з неї ікру. Нерестові обіймі у даріо дуже схожі з обіймами у півників. Після відкладання порції ікри самець відганяє самку, а через деякий час все повторюється, причому не обов'язково з тією ж самкою.
Інкубаційний період триває 2-3 дні, після чого з ікри виводяться личинки, які ще близько тижня харчуються за рахунок жовткового мішка. Вичерпавши його запаси, вони перетворюються на мальків, починають вільно плавати й харчуватися. Часто помітити їх буває складно. Мальки виводяться дуже дрібними, вони здатні їсти лише інфузорій. Зазвичай певна кількість такого корму завжди є в заростях яванського моху. Через певний час вони будуть в змозі подолати оцтову та інші культури нематод. І лише після того, як вони достатньо підростуть, щоб брати наупліуси артемій, вирощувати їх стане легше.
Батьків по закінченні нересту краще забрати з нерестовища аби вони не поїли своє потомство. Можна також спробувати виловити звідти ікру й помістити її в контейнер для інкубації. Вода в контейнері має бути з нерестовища.

## Відео
- Sumer Tiwari. Feeding Dario hysginon and others
- Sumer Tiwari. Dario hysginon males fighting
- Chaos Queen. Dario hysginon — Balzen
- Steamboat Pilot. Dario hysginon
- Michael Davis. Dario hysginon spawning
- Michael Davis. Dario hysginon fry
- Olga V. Дарио хизгинон Dario hysginon — битва за территорию